# Cooper Black

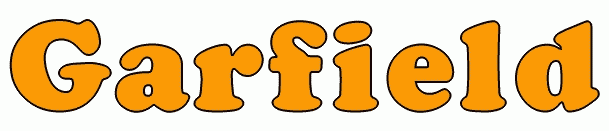
Krój Cooper Black stosowany w logo komiksu Garfield.

Cooper Black – krój pisma stworzony przez Oswalda Coopera w 1921 roku. W normalnej wersji zastosowano ją do napisów serialu Janosik, natomiast jako kursywę – w napisach seriali Zespołu Filmowego OKO: Tulipan i Akwen Eldorado.